# Laura Bassett
Laura Bassett (født 2. august 1983) er en engelsk fodboldspiller, der spiller som forsvarsspiller for Canberra United i Australiske W-League og Englands kvindefodboldlandshold. Hun har tidligere spillet for FA WSL-klubben Notts County, Birmingham City (to gange), Arsenal, Leeds Carnegie og Chelsea. 
Bassett har spillet over 60 landskampe for England siden hendes debut i 2003, hun var en del af Englands trup til EM i fodbold for kvinder 2009, VM i fodbold for kvinder 2011, EM 2013, VM 2015 og EM 2017.